# Tratado de Tirana (1915)
El Tratado de Tirana fue un acuerdo entre el Gobierno real serbio y el albanés que se firmó el 28 de junio de 1915.

## Situación

### Alianza con Serbia
Essad Bajá Toptani, primer ministro de un gobierno instalado en Dirraquio, firmó con el presidente del Gobierno serbio, Nikola Pašić, un primer tratado el 17 de septiembre de 1914 que vinculaba estrechamente a Albania, que acababa de independizarse, a Serbia.
Este tratado sometió al principado a la influencia serbia: de hecho, el Gobierno de Essad Bajá concedía a Serbia, pese a la igualdad formal entre los firmantes, una influencia preponderante en Albania, merced a la creación de instituciones comunes, un cuerpo de policía común a los dos países y la intención de implantar una política económica y comercial conjunta para ambos.

### Intervención serbia en Albania
El 29 de mayo de 1915, el Gobierno de Belgrado despachó un ejército de veinte mil soldados para afianzar su influencia en Albania, entonces sumida en el caos. El gobierno serbio no solo temía la caída del de Essad Bajá con el que había firmado el tratado del 17 de septiembre el año anterior, sino también una insurrección albanesa generalizada en la retaguardia de los ejércitos serbios desplegados contra el Imperio austrohúngaro.
Este ejército alcanzó Tirana el 9 de junio. Desbarató rápidamente la resistencia de los insurrectos tradicionalistas, alentada por los otomanos y financiada por los autrohúngaros.
Las unidades serbias sometieron el centro del país durante los días siguientes, al tiempo que tropas montenegrinas se apoderaban de Escútari. Esta intervención trataba de acabar con la inseguridad que reinaba a lo largo de la frontera entre las dos monarquías balcánicas, casi continua desde el final de la segunda guerra de los Balcanes y que financiaban secretamente los representantes del Imperio austrohúngaro destinados en la zona.

## Firma
El tratado los firmaron el 28 de junio de 1915 Ljubomir Jovanović, ministro del Interior serbio, y Essad Bajá Toptani, caudillo de una facción albanesa que presidía un gobierno establecido en Dirraquio.

## Términos del acuerdo
El tratado confirmaba los acuerdos concluidos en septiembre de 1914 entre Essad Pachá Toptani y el Gobierno serbio. Permitió a Serbia llevar a cabo operaciones militares en el principado en el marco de una alianza militar con un Gobierno albanés, el de Bajá Toptani, a instancias del cual actuaba formalmente.